# Helius panamensis
Helius panamensis är en tvåvingeart. Helius panamensis ingår i släktet Helius och familjen småharkrankar.

## Underarter
Arten delas in i följande underarter:
- H. p. lateralis
- H. p. panamensis